# إرنست كريستيان هيسه
إرنست كريستيان هيسه (بالألمانية: Ernst Christian Hesse)‏ هو ملحن ألماني، ولد في 14 أبريل 1676 في Großengottern ‏ في ألمانيا، وتوفي في 16 مايو 1762 في دارمشتات في ألمانيا.

## وصلات خارجية
- إرنست كريستيان هيس على موقع ميوزك برينز (الإنجليزية)